# Aššur-nirari II.
Aššur-nirari II. (Aššur-nārāri, Aschschur-nirari, Assur-nirari) war ein mittelassyrischer König, der sieben Jahre regierte. Nach der Assyrischen Königsliste war er der Sohn von Enlil-nāṣir II., nach einer Schenkungsurkunde (KAJ 177) der Sohn von Aššur-rabi I. Gasche et al. (1996, 55) nehmen an, dass Enlil-nāṣir II. und auch Aššur-nādin-ahhe I., den er abgesetzt hatte, seine Brüder waren.
| Autor              | Regierungszeit    | Anmerkungen            |
| ------------------ | ----------------- | ---------------------- |
| Landsberger 1954   | 1534–1509 v. Chr. | mittlere Chronologie   |
| Gasche et al. 1998 | 1523–1499 v. Chr. | Ultrakurze Chronologie |
| Freydank 1991      | 1414–1408 v. Chr. |                        |

Aus seiner Regierungszeit ist auch ein Leihvertrag überliefert (KAJ 28).